# Segunda División de Chile 1976
El Campeonato Nacional de Fútbol de Segunda División de 1976 fue el 25° torneo disputado de la segunda categoría del fútbol profesional chileno, con la participación de 16 equipos. 
El torneo se jugó en dos etapas. En la primera etapa, los clubes fueron divididos geográficamente en dos grupos de ocho equipos cada uno, un grupo Norte y otro Sur, que se jugaría en tres ruedas en un sistema de todos contra todos. Los primeros cuatro equipos de cada grupo clasificarían a la Liguilla por el ascenso, mientras que los otros equipos disputarían la Liguilla de descenso.
El campeón del torneo fue Ñublense, que consiguió el ascenso para la Primera División, junto al subcampeón O'Higgins y Audax Italiano que obtuvo su lugar en la Liguilla de promoción. A su vez, el último clasificado, Unión San Felipe, mantuvo su cupo ya que se decidió que para el año 1977 la cantidad de participantes se aumentaría a 18 equipos.

## Movimientos divisionales
| Pos | a Primera División de Chile 1976 |
| --- | -------------------------------- |
| 1º  | Universidad Católica (Campeón)   |
| 2º  | Deportes Ovalle                  |

| Pos | a Segunda División de Chile 1976 |
| --- | -------------------------------- |
| 1º  | Coquimbo Unido                   |

| Pos | Descendido desde Primera División de Chile 1975 |
| --- | ----------------------------------------------- |
| 1º  | Magallanes                                      |
| 2º  | O'Higgins                                       |

| Pos | Asociación de Origen |
| --- | -------------------- |
| 1º  | Soinca Bata          |

## Equipos participantes
| Equipo            | Ciudad                              |
| ----------------- | ----------------------------------- |
| Audax Italiano    | La Florida, Santiago de Chile       |
| Coquimbo Unido    | Coquimbo                            |
| Curicó Unido      | Curicó                              |
| Deportes Linares  | Linares                             |
| Ferroviarios      | Estación Central, Santiago de Chile |
| Iberia            | Los Ángeles                         |
| Independiente     | Cauquenes                           |
| Magallanes        | San Bernardo, Santiago de Chile     |
| Malleco Unido     | Angol                               |
| Ñublense          | Chillán                             |
| O'Higgins         | Rancagua                            |
| San Antonio Unido | San Antonio                         |
| San Luis          | Quillota                            |
| Trasandino        | Los Andes                           |
| Unión La Calera   | La Calera                           |
| Unión San Felipe  | San Felipe                          |

## Primera etapa

### Grupo Norte
| Pos | Equipo            | PJ | PG | PE | PP | GF | GC | Dif | Pts |
| --- | ----------------- | -- | -- | -- | -- | -- | -- | --- | --- |
| 1   | Audax Italiano    | 21 | 10 | 7  | 4  | 26 | 17 | 9   | 27  |
| 2   | Trasandino        | 21 | 9  | 6  | 6  | 43 | 35 | 8   | 24  |
| 3   | Coquimbo Unido    | 21 | 9  | 6  | 6  | 34 | 27 | 7   | 24  |
| 4   | San Antonio Unido | 21 | 9  | 4  | 8  | 29 | 38 | -9  | 22  |
| 5   | Ferroviarios      | 21 | 7  | 7  | 7  | 43 | 36 | 7   | 21  |
| 6   | San Luis          | 21 | 6  | 9  | 6  | 24 | 24 | 0   | 21  |
| 7   | Unión San Felipe  | 21 | 6  | 4  | 11 | 29 | 34 | -5  | 16  |
| 8   | Unión La Calera   | 21 | 3  | 7  | 11 | 24 | 41 | -17 | 13  |

PJ=Partidos jugados; PG=Partidos ganados; PE=Partidos empatados; PP=Partidos perdidos; GF=Goles a favor; GC=Goles en contra; Dif=Diferencia de gol; Pts=Puntos
|  | Clasifica a la Liguilla de Ascenso |

### Grupo Sur
| Pos | Equipo           | PJ | PG | PE | PP | GF | GC | Dif | Pts |
| --- | ---------------- | -- | -- | -- | -- | -- | -- | --- | --- |
| 1   | O'Higgins        | 21 | 9  | 11 | 1  | 36 | 18 | 18  | 29  |
| 2   | Ñublense         | 21 | 9  | 8  | 4  | 30 | 22 | 8   | 26  |
| 3   | Magallanes       | 21 | 7  | 11 | 3  | 30 | 21 | 9   | 25  |
| 4   | Malleco Unido    | 21 | 7  | 9  | 5  | 25 | 21 | 4   | 23  |
| 5   | Iberia           | 21 | 6  | 9  | 6  | 30 | 24 | 6   | 21  |
| 6   | Curicó Unido     | 21 | 7  | 5  | 9  | 28 | 39 | -11 | 19  |
| 7   | Deportes Linares | 21 | 2  | 9  | 10 | 25 | 43 | -18 | 13  |
| 8   | Independiente    | 21 | 3  | 6  | 12 | 30 | 46 | -16 | 12  |

PJ=Partidos jugados; PG=Partidos ganados; PE=Partidos empatados; PP=Partidos perdidos; GF=Goles a favor; GC=Goles en contra; Dif=Diferencia de gol; Pts=Puntos
|  | Clasifica a la Liguilla de Ascenso |

## Liguilla de ascenso
| Pos | Equipo            | PJ | PG | PE | PP | GF | GC | Dif | Pts |
| --- | ----------------- | -- | -- | -- | -- | -- | -- | --- | --- |
| 1   | Ñublense          | 14 | 7  | 5  | 2  | 21 | 12 | 9   | 19  |
| 2   | O'Higgins         | 14 | 7  | 4  | 3  | 18 | 12 | 6   | 18  |
| 3   | Trasandino        | 14 | 6  | 3  | 5  | 23 | 17 | 6   | 15  |
| 4   | Audax Italiano    | 14 | 6  | 3  | 5  | 21 | 17 | 4   | 15  |
| 5   | Coquimbo Unido    | 14 | 6  | 2  | 6  | 11 | 13 | -2  | 14  |
| 6   | Malleco Unido     | 14 | 5  | 3  | 6  | 15 | 16 | -1  | 13  |
| 7   | Magallanes        | 14 | 5  | 2  | 7  | 17 | 24 | -7  | 12  |
| 8   | San Antonio Unido | 14 | 2  | 2  | 10 | 16 | 31 | -15 | 6   |

PJ=Partidos jugados; PG=Partidos ganados; PE=Partidos empatados; PP=Partidos perdidos; GF=Goles a favor; GC=Goles en contra; Dif=Diferencia de gol; Pts=Puntos
|  | Campeón. Asciende a Primera División |
|  | Asciende a Primera División          |
|  | Juega la Liguilla de promoción       |

## Liguilla de descenso
| Pos | Equipo           | PJ | PG | PE | PP | GF | GC | Dif | Pts |
| --- | ---------------- | -- | -- | -- | -- | -- | -- | --- | --- |
| 9   | San Luis         | 14 | 8  | 2  | 4  | 23 | 21 | 2   | 18  |
| 10  | Deportes Linares | 14 | 6  | 5  | 3  | 21 | 17 | 4   | 17  |
| 11  | Independiente    | 14 | 6  | 4  | 4  | 26 | 18 | 8   | 16  |
| 12  | Unión La Calera  | 14 | 7  | 1  | 6  | 22 | 20 | 2   | 15  |
| 13  | Ferroviarios     | 14 | 4  | 4  | 6  | 28 | 28 | 0   | 12  |
| 14  | Iberia           | 14 | 3  | 6  | 5  | 15 | 16 | -1  | 12  |
| 15  | Curicó Unido     | 14 | 3  | 6  | 5  | 17 | 29 | -12 | 12  |
| 16  | Unión San Felipe | 14 | 3  | 4  | 7  | 23 | 26 | -3  | 10  |

PJ=Partidos jugados; PG=Partidos ganados; PE=Partidos empatados; PP=Partidos perdidos; GF=Goles a favor; GC=Goles en contra; Dif=Diferencia de gol; Pts=Puntos
|  | Descenso suspendido |

## Liguilla de Promoción
Clasificaron a la liguilla de promoción los equipos que se ubicaron en 3° y 4° lugar de la Liguilla de ascenso de Segunda División (Trasandino y Audax Italiano), con los equipos que se ubicaron en 15° y 16° lugar de la Primera División (Huachipato y Rangers). Se jugó una ronda con un sistema de todos contra todos, clasificando a Primera División los dos primeros equipos ubicados en la tabla de posiciones. Siendo especial figura de este certamen el arquero de Audax Italiano "Hugo Rojas"
| Pos | Equipo         | PJ | PG | PE | PP | GF | GC | Dif | Pts |
| --- | -------------- | -- | -- | -- | -- | -- | -- | --- | --- |
| 1   | Huachipato     | 3  | 2  | 0  | 1  | 9  | 4  | 5   | 4   |
| 2   | Audax Italiano | 3  | 2  | 0  | 1  | 7  | 4  | 3   | 4   |
| 3   | Trasandino     | 3  | 2  | 0  | 1  | 7  | 7  | 0   | 4   |
| 4   | Rangers        | 3  | 0  | 0  | 3  | 2  | 10 | -8  | 0   |

PJ=Partidos jugados; PG=Partidos ganados; PE=Partidos empatados; PP=Partidos perdidos; GF=Goles a favor; GC=Goles en contra; Dif=Diferencia de gol; Pts=Puntos
|  | Asciende a Primera División  |
|  | Desciende a Segunda División |

1º Fecha
| 8 de diciembre de 1976 | Huachipato                                                      | 3 : 1 | Trasandino         | Estadio Nacional, Santiago                              |                                                         |
|                        | Hugo Rivero 44' · Luis María Carregado 52' · Eduardo Fabres 90' |       | Alfonso Caroca 72' | Asistencia: 7.637 espectadores Árbitro(s): Víctor Ojeda | Asistencia: 7.637 espectadores Árbitro(s): Víctor Ojeda |

| 8 de diciembre de 1976 | Rangers | 0 : 2 | Audax Italiano                         | Estadio Nacional, Santiago                                  |                                                             |
|                        |         |       | Luis Silva 61' · Horacio Astudillo 80' | Asistencia: 7.637 espectadores Árbitro(s): Alberto Martínez | Asistencia: 7.637 espectadores Árbitro(s): Alberto Martínez |

2º Fecha
| 11 de diciembre de 1976 | Trasandino                                                            | 3 : 2 | Rangers                                      | Estadio Nacional, Santiago                                    |                                                               |
|                         | Luis Ahumada 2' · Víctor González 12' · Juan Carlos Gamboa 39' (pen.) |       | Carlos Urrunaga 27' · Juan Carlos Abatte 77' | Asistencia: 7.811 espectadores Árbitro(s): Lorenzo Cantillana | Asistencia: 7.811 espectadores Árbitro(s): Lorenzo Cantillana |

| 11 de diciembre de 1976                                                                  | Audax Italiano                                           | 3 : 1 | Huachipato               | Estadio Nacional, Santiago                                |                                                           |
|                                                                                          | Adriano Muñoz 27' · Farid Hatibovic 32' · Luis Silva 63' |       | Luis María Carregado 23' | Asistencia: 7.811 espectadores Árbitro(s): Néstor Mondría | Asistencia: 7.811 espectadores Árbitro(s): Néstor Mondría |
| Partido se dio por finalizado a los '75, al Huachipato quedar con 6 jugadores en cancha. |                                                          |       |                          |                                                           |                                                           |

3º Fecha
| 15 de diciembre de 1976 | Trasandino                  | 3 : 2 | Audax Italiano                          | Estadio Nacional, Santiago                                |                                                           |
|                         | Sergio Fuentes 4', 41', 55' |       | Farid Hatibovic 29' · Adriano Muñoz 63' | Asistencia: 10.710 espectadores Árbitro(s): Juan Silvagno | Asistencia: 10.710 espectadores Árbitro(s): Juan Silvagno |

| 15 de diciembre de 1976 | Huachipato                                                                                   | 5 : 0 | Rangers | Estadio Nacional, Santiago                                 |                                                            |
|                         | Manuel Ulloa 26' (ag.) · Javier Méndez 38', 63' (pen.) · Luis Godoy 70' · Eduardo Fabres 75' |       |         | Asistencia: 10.710 espectadores Árbitro(s): Sergio Vásquez | Asistencia: 10.710 espectadores Árbitro(s): Sergio Vásquez |

Partido de Desempate
| 19 de diciembre de 1976                                                                 | Trasandino | 0 : 1 | Audax Italiano              | Estadio Nacional, Santiago                                    |                                                               |
|                                                                                         |            |       | Horacio Astudillo 51' (tl.) | Asistencia: 17.846 espectadores Árbitro(s): Rafael Hormazábal | Asistencia: 17.846 espectadores Árbitro(s): Rafael Hormazábal |
| Audax Italiano asciende a Primera División. Trasandino se mantiene en Segunda División. |            |       |                             |                                                               |                                                               |